# Chiesa di Santa Maria La Greca e di San Stefano protomartire
La Chiesa di Santa Maria La Greca è situata nel centro storico del Comune di Putignano, e precisamente sulla strada che collega due delle tre porte principali di accesso: porta Barsento e porta Grande. È una delle chiese più antiche e importanti del paese, in quanto non solo contiene la reliquia di Santo Stefano protomartire, ma anche una serie di opere artistiche di rilevante importanza culturale come l'icona della Madonna bizantina (o della Madia), statue lignee e in pietra, maioliche e dipinti di pregiato valore. Oggi oltre ad essere una delle mete più frequentate dai turisti e dai pellegrini cristiani (sia cattolici e sia ortodossi), è sede della Confraternità della Santissima Trinità e del Comitato Santa Maria la Greca.

## Storia
Le prime notizie documentate sulla sua operatività risalgono al 1365, ma non si hanno certezze sulla data precisa della sua costruzione, si presume fosse intorno al XII secolo.  Nel corso dei secoli la Chiesa di Santa Maria la Greca ha subito diversi cambiamenti dal punto di vista strutturale, si pensi che nel 1771 l'impianto originario venne trasformato a croce greca con annessa cupola al centro, vennero rimpiazzate le travi del soffitto della navata centrale, e venne realizzata la facciata barocca. L'antico campanile edificato nel 1669, logorato dal tempo e dagli eventi naturali, viene ricostruito nel 1899 ed è rimasto così fino ai giorni nostri. La tradizione vuole che i due manufatti di inestimabile valore presenti all'interno della chiesa, ovvero la reliquia di Stefano Protomartire e l'icona della Madonna bizantina, siano stati trasferiti, grazie all'intervento dei cavalieri gerosolimitani, dall'abbazia di Santo Stefano di Monopoli a Putignano, in quanto si temeva un possibile saccheggio ad opera dei pirati ottomani; questo trasferimento segna per i putignanesi l'origine del loro carnevale.

### Origini del nome

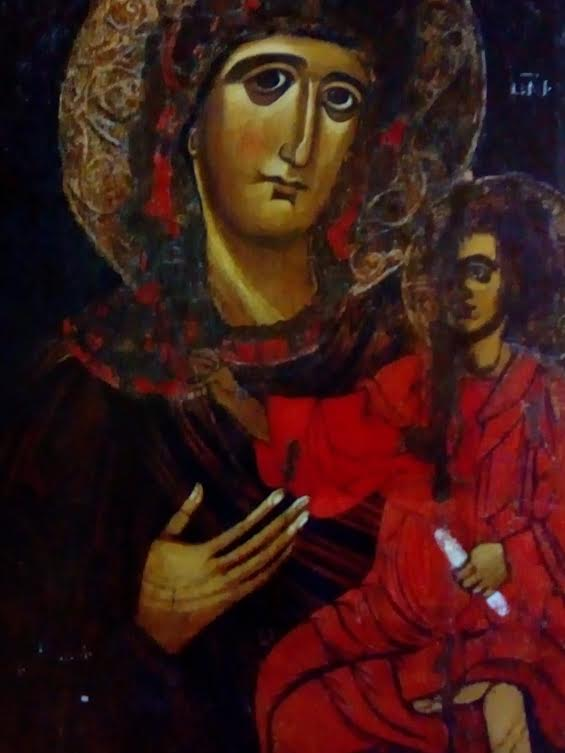
Icona raffigurante la Madonna Odigitria

Originariamente la chiesa era molto piccola ed era situata fuori dalle mura del villaggio, diversamente dalla chiesa madre di San Pietro Apostolo situata al centro del borgo antico. Per questo motivo,afferma lo storico d’Itollo, il nome della Chiesa potrebbe derivare dalle parole latine “De gregibus” ovvero “Dalle greggi”, in quanto nei pressi della Chiesa avrebbero pascolato delle greggi. Altra simile ipotesi, sempre collegata alle greggi, fa riferimento all'attribuzione alla Madonna del titolo di “Madonna pastorella”, venerata con tale nome in diverse località tra le quali anche Martina Franca. Peraltro, sia pure con qualche dubbio, la stessa Madonna la si può vedere raffigurata circondata da alcune pecorelle nell'altare del presepe nella Chiesa di San Pietro a Putignano, e precisamente nel dipinto apparso recentemente a seguito della rimozione di uno più recente che lo ricopriva. La denominazione “La Greca” con riferimento alle greggi, può farsi  anche osservando la Madonna raffigurata nell'icona sull'altare superiore della Chiesa, che indica Gesù quale via della salvezza (odigitria). L’invito a seguire Gesù è rivolto al popolo dei fedeli spesso indicato nelle parabole riportate nei Vangeli come pecorelle del gregge. Dando per simpatizzante il collegamento alle greggi, nella fattispecie il riferimento sarebbe alle parabole di Gesù, piuttosto che alla incerta ipotesi del pascolo nei pressi della Chiesa. Una terza interpretazione sull'origine del nome, è da attribuirsi alle fattezze fisionomiche della sacra immagine: i caratteri del volto della Madonna, sono tipici della gente greca, da questo il nome "La Greca". Ipotesi collegata alla terza interpretazione è quella secondo la quale, la Chiesa sarebbe stata edificata da profughi greci, che si sarebbero insediati a Putignano, nel suo centro antico. Il fatto che le colonie greche si siano stabilite presso le coste della Puglia è un fatto certo: si pensi alle monache benedettine dell'ordine cistercense guidate dalla badessa Dameta Paleologo, che si stabilì nella vicina città di Conversano, provenienti dal Peloponneso o Morea, che dettero origine al cosiddetto periodo definito delle "Badesse mitrate" o "Mostrum Apuliae" (pari prerogative e dignità di vescovi). Si pensi che ad oggi "Morea" è un cognome molto diffuso nel paese di Putignano. In effetti, fino al secolo scorso, che ci ricorda che i Putignanesi abitanti il quartiere nei pressi della Chiesa, si esprimevano in dialetto alquanto diverso da quello parlato dal resto della popolazione, con numerosi termini di derivazione greca. Per questo si pensa che l'origine più plausibile del nome sia questa terza interpretazione.